# Qarabağ FK
Qarabağ Futbol Klubu ali preprosto Qarabağ je azerbajdžanski nogometni klub iz mesta Agdam, vendar ima po letu 1993 bazo v glavnem mestu Bakuju. Ustanovljen je bil leta 1951 in igra v 1. azerbajdžanski ligi.
Z domačih tekmovanj ima 10 naslovov državnega prvaka, 7 naslovov pokalnih prvakov in 1 naslov superpokalnega prvaka. 
Z evropskih tekmovanj je vidnejši uspeh Qarabağa štirikratna uvrstitev v skupinski del Evropske lige.
Domači stadion Qarabağa je Azersun Arena, ki sprejme 5.800 gledalcev. 
Barvi dresov sta črna in bela. Nadimek nogometašev je Atlılar ("Konjeniki").